# Meteoryt managuański
Meteor managuański – niewielki meteoroid, który w nocy 7 września 2014 wytworzył krater o średnicy 12 metrów w nikaraguańskiej stolicy Managui. Przelot meteoru nie został zarejestrowany, ale moment powstania krateru został zarejestrowany na miejscowych sejsmografach. Dotychczas nie znaleziono jeszcze żadnych fragmentów meteorytu i nie wiadomo czy cały spalił się przed uderzeniem w ziemię i krater został utworzony przez falę uderzeniową, czy też jego fragmenty wbiły się głęboko w grunt.
Po rządowym komunikacie o odnalezieniu krateru niektórzy naukowcy zaczęli kwestionować oficjalną wersję powstania krateru. Według oficjalnego oświadczenia NASA, uderzenie meteorytu nie może być wykluczone, ale brak jakichkolwiek świadków wydaje się temu przeczyć, jako że lecący przez atmosferę meteor pozostawia za sobą bardzo jasny ślad znakomicie widoczny w nocy.
Brak odnalezionych fragmentów także przemawia za tym, że krater prawdopodobnie nie jest pochodzenia meteorytowego. Według ekspertów nawet jeżeli meteoryt rozpadł się w powietrzu i krater został utworzony poprzez podróżującą przed nim falę uderzeniową to pomimo tego niewielkie jego fragmenty powinny były wbić się w ziemię w pobliżu krateru.